# Montet (Glâne)
Montet (Glâne) es una comuna suiza del cantón de Friburgo.

## Ubicación
Está situada en el distrito de Glâne. Limita al norte con las comunas de Moudon (VD) y Chavannes-sur-Moudon (VD), al este con Vuarmarens, al sur con Rue, y al oeste con Ecublens y Vulliens (VD).